# Tomoderus kuchingensis
Tomoderus kuchingensis es una especie de coleóptero de la familia Anthicidae.

## Distribución geográfica
Habita en Malasia.